# Максимилиан Карл фон Турн и Таксис
Максимилиан Карл фон Турн и Таксис (на немски: Maximilian Karl von Thurn und Taxis; * 3 ноември 1802 в Регенсбург; † 10 ноември 1870 в Регенсбург) е 6. княз на Турн и Таксис (1827 – 1871) и до 1867 г. ръководител на частната Турн-и-Таксис-Поща.
Той е син (четвъртото дете) на княз Карл Александер фон Турн и Таксис (1770 – 1827) и херцогиня Тереза Матилда Амалия фон Мекленбург-Щрелиц (1773 – 1839), дъщеря на велик херцог Карл II фон Мекленбург (1741 – 1816) и ландграфиня Фридерика Каролина Луиза фон Хесен-Дармщат (1752 – 1782). Майка му е по-голяма сестра на Луиза (1776 – 1810), омъжена за крал Фридрих Вилхелм III от Прусия (1770 − 1840).
Още на девет години той е номиниран на под-лейтенант в кралската баварска войска. След четиригодишно възпитание в Швейцария той влиза на 25 август 1822 г. в баварската войска. След смъртта на баща му през 1827 г. той напуска войската, за да ръководи фамилията. Майка му Тереза Матилда му помага. През 1827 г. той е ръководител на частната поща Турн и Таксис, чиято централа е във Франкфурт на Майн.
През 1836 г. Максимилиан Карл фон Турн и Таксис е награден с големия кръст на ордена на Вюртембергската корона.
Максимилиан Карл фон Турн и Таксис умира на 10 ноември 1870 г. на 68 години в резиденцията дворец Св. Емерам в Регенсбург. Той е погребан в мавзолея до първата му съпруга Мими.

## Фамилия
Максимилиан Карл фон Турн и Таксис се жени на 24 август 1828 г. в Регенсбург за имперската фрайин Вилхелмина Каролина Кристиана Хенриета фон Дьорнберг, наричана Мими (* 6 март 1803, Ансбах; † 14 май 1835, Нюрнберг), дъщеря на фрайхер Хайнрих Ернст Фридрих Конрад фон Дьорнберг (1769 – 1828) и фрайин Вилхелмина София фон Глаубург (1775 – 1835). Тя умира на 32 години. За нея той прави мавзолей в двореца резиденция Св. Емерам. Те имат 5 деца:
- Карл Вилхелм (*14 април 1829; † юли 1829)
- Тереза Матилда Амалия Фридерика Елеонора (* 31 август 1830; † 10 септември 1883), омъжена I. на 27 юли 1852 (развод 1854) за херцог Алфред фон Бофорт-Спонтин (* 16 юни 1816; † 20 юли 1888), II. в Шлифенберг на 24 юни 1856 г. за Вилхелм фон Пирч († 28 септември 1881, Берлин)
- Максимилиан Антон Ламорал (* 28 септември 1831; † 26 юни 1867), наследствен принц, женен в дворец Посенхофен на 24 август 1858 г. за херцогиня Хелена Баварска, наричана Нене (* 4 април 1834; † 16 май 1890), сестра на императрица Елизабет от Австрия
- Егон Максимилиан Ламорал (* 17 ноември 1832; † 8 февруари 1892), женен на 11 ноември 1871 г. за Виктория Еделспахер де Гйорйок (* 11 май 1841; † 17 август 1895)
- Теодор Георг Максимилиан Ламорал (* 9 февруари 1834; † 1 март 1876), женен в Мюнхен на 14 февруари 1865 г. за фрайин Мелани фон Зекендорфф (* 25 октомври 1841, Щутгарт; † 20 декември 1919, Тегернзее)

Максимилиан Карл фон Турн и Таксис се жени втори път на 24 януари 1839 г. в Йотинген за принцеса Матилда София фон Йотинген-Йотинген и Йотинген-Шпилберг (* 9 февруари 1816, Йотинген; † 20 януари 1886, Обермайз при Меран, Австрия), дъщеря на княз Йохан Алойз III фон Йотинген-Йотинген и Йотинген-Шпилберг (1788 – 1855) и княгиня Амалия Августа фон Вреде (1796 – 1871). Те имат 12 деца:
- Ото Йохан Алойз Максимилиан Ламорал (* 28 май 1840; † 6юли 1876), принц, женен в Хоф, Бавария на 15 юни1867 г. за Мария де Фонтеливе-Вергне, става фрайфрау фон Пернщайн от барарския крал на 1 август 1867 г. (* 11 октомври 1842, Краков; † 6 септември 1879, Виена)
- Георг Максимилиан Ламорал (* 11 юни 1841; † 22 декември 1874), принц, женен в Грац на 5 ноември 1870 г. за Анна Фрювирт (* 18 юли 1841; † Граз 24.12.1884)
- Паул Максимилиан Ламорал (* 27 май 1843; † 10 март 1879, Кан), принц, направен на господар фон Фелс от баварския крал 1868, женен в Астхайм на 7 юни 1868 г. за Елиза Кройтцер (1845 – 1936)
- Амалия София (* 12 май 1844, Донаущауф; † 12 февруари 1867, Монтрьо), омъжена на 19 април 1865 г. в Регенсбург за граф Ото фон Рехберг (* 23 август 1833 в дворец Донцдорф; † 20 март 1918 в дворец Донцдорф)
- Хуго Йозеф Максимилиан Ламорал (* 24 ноември 1845, Регенсбург; † 15 май 1873, Регенсбург)
- Густав Ото Максимилиан Ламорал (* 23 Феб 1848, Регенсбург; † 9 юли 1914, Брегенц), женен на 8 септември 1877 г. за принцеса Каролина фон Турн и Таксис (* 3 ноември 1846; † 17 октомври 1931), дъщеря на Карл фон Турн и Таксис (1792 – 1844) и графиня Изабела фон и цу Елтц-Фауст фон Щромберг (1795 – 1859)
- Вилхелм (* 20 февруари 1849, Регенсбург; † 11 декември 1849, дворец Донаущауф; † 26 май 1874, Мюнхен)
- Адолф Максимилиан Антон Ламорал (* 26 май 1850, дворец Донаущауф; † 3 януари 1890), женен в Пресбург на 6 април 1875 г. за графиня Франзцска Гримауд фон Орсай (* 4 март 1857, Будапеща; † 5 октомври 1919)
- Франц (* 2 март 1852, Регенсбург; † 4 маи 1897, Люксембург), женен в Пресбург на 29 септември 1883 г. за графиня Терезия Гримауд фон Орсай (* 9 май 1861; † 11 април 1947)
- Николас Густав Максимилиан Ламорал (* 3 август 1853, дворец Донаущауф; † 26 май 1874, Мюнхен)
- Алфред Адолф Максимилиан Ламорал (* 11 юни 1856, дворец Донаущауф; † 9 февруари 1886, Дилинген)
- Мария Георгина (* 25 декември 1857, Регенсбург; † 13 февруари 1909, Мюнхен), омъжена в Брегенц на 23 май 1889 г. за княз Вилхелм фон Валдбург-Цайл-Траухбург (* 26 ноември 1835; † 20 юли 1906)